# Súlovce
Súlovce (allemand : Sulowitz, hongrois : Szulóc) est un village de Slovaquie situé dans la région de Nitra.

## Histoire
Première mention écrite du village en 1244.

## Démographie

### Évolution de la population
| Année:               | 1994. | 2004.   | 2014.   | 2024.    |
| -------------------- | ----- | ------- | ------- | -------- |
| Nombre de personnes: | 502   | 502     | 479     | 541      |
| Différence:          |       | +1,42 % | -4,58 % | +12,94 % |

| Année:               | 2023. | 2024.   |
| -------------------- | ----- | ------- |
| Nombre de personnes: | 537   | 541     |
| Différence:          |       | +0,74 % |